# MC Smith
MC Smith, nome artístico de Wallace Ferreira da Mota (Rio de Janeiro, 18 de maio de 1987), é um cantor, compositor de funk proibidão e jogador de futebol society. Ficou conhecido pelas canções, "Vida Bandida", "Familia P.H" e "Sai da Frente, Alemão!". Fez parte do Furacão 2000 em 2000. Foi preso por soldados das Forças Armadas sob a acusação de apologia ao crime e associação ao tráfico de drogas. Quinze dias depois, foi considerado inocente e liberado. 
Sempre engajado com a luta de preconceitos que sofre morador de favela, empresta sua voz a músicas que retratou o tráfico, ao baile de favela, a vida difícil e a imersão do funk de forma local, nacional e internacional.
Em 2014, tornou-se elenco principal no filme Alemão, fazendo o papel de um traficante membro do grupo "Bonde do Playboy". Seus sucessos "Vida Bandida" e "Vida Bandida II", tornou-se trilha sonora do filme.
Também em 2014, Smith integrou o elenco do Olaria no Futebol society como goleiro.

## Canções notórias
- ''Dono do Ouro e da Prata''
- "Vida Bandida I"
- "Vida Bandida II"
- "Sai da Frente, Alemão!"
- "Apaixonado" (com a participação de Dennis DJ)
- "Vale Nada"

## Filmografia
| Ano  | Filme    | Notas      |
| ---- | -------- | ---------- |
| 2014 | "Alemão" | Mata Rindo |